# Schlacht bei Tuyutí (1866)
1. Phase: Paraguays Offensiven gegen Brasilien und Argentinien (1864–1865)

Mato-Grosso-Feldzug – Corrientes – Riachuelo – Yatay – Uruguayana
2. Phase: Alliierte Gegenoffensive und Stellungskrieg vor Humaitá (1866–1867)

Itapirú – Estero Bellaco – Tuyutí I – Yataytí Corá – Boquerón – Sauce – Curuzú – Curupaytí
3. Phase: Wiederaufnahme der alliierten Offensive und Eroberung des Kernlandes Paraguays (1867–1868)

Tuyutí II – Humaitá – Ytororó – Avahy – Itá Ivaté
4. Phase: Schlussoffensive der Alliierten und totale Niederlage Paraguays (1869–1870)

Piribebuy – Acosta Ñu – Cerro Corá
Die Erste Schlacht bei Tuyutí wurde am 24. Mai 1866 im Rahmen des Tripel-Allianz-Krieges zwischen der Armee Paraguays und der vereinigten Armee der Tripel-Allianz-Staaten Argentinien, Brasilien und Uruguay geschlagen. Sie endete mit einer schweren Niederlage der paraguayischen Streitmacht, deren Führung mit dieser Schlacht versucht hatte, die Alliierten durch einen massiven und überraschenden Schlag wieder von ihrem Staatsgebiet zu vertreiben.

## Ausgangslage
Im Juni 1865, etwas mehr als ein halbes Jahr nach dem Beginn der Feindseligkeiten mit Brasilien und knapp drei Monate nach der Kriegserklärung an Argentinien, hatte Paraguay durch die Niederlage in der Schlacht vor dem Riachuelo seine maritime Schlagkraft eingebüßt. Nur wenige Monate später erlitt das Land ein weiteres Debakel, als einer der beiden im heutigen brasilianischen Bundesstaat Rio Grande do Sul getrennt operierenden Heeresverbände in der Schlacht am Río Yatay vernichtet und der andere bei Uruguayana zur Kapitulation gezwungen wurde.
Mit diesen Niederlagen waren die paraguayischen Invasionen in Argentinien und Brasilien beendet und die strategische Initiative endgültig an die Alliierten übergegangen. Diese setzten nun zur Gegenoffensive an und bereiteten ihrerseits eine Invasion Paraguays vor. Um dem vorhersehbaren Gegenangriff begegnen zu können, ordnete Francisco Solano López (1827–1870), der Präsident und Oberkommandierende der Streitkräfte Paraguays, den Rückzug aller noch auf feindlichem Gebiet stehenden Einheiten seines Heeres in ihr Heimatland an.
Zunächst aber verzögerten Nachschubprobleme, die Uneinigkeit im alliierten Oberkommando und die sommerlichen klimatischen Bedingungen im Dschungel und in den Sümpfen entlang des Rio Paraná, den die Alliierten zu überqueren hatten, ihre Gegenoffensive bis zum April 1866. In der Zeit von Ende 1865, als die letzten paraguayischen Truppen wieder ihr Heimatland erreicht hatten, bis Frühjahr 1866, fand ein Kleinkrieg statt, bei dem vor allem Paraguay durch wiederholte Raids versuchte, den am Südufer des Rio Paraná sich vorbereitenden Alliierten Verluste beizubringen und solcherart ihre Moral zu erschüttern.
Nachdem die alliierten Truppen am 26. April 1866 über den Rio Paraná gesetzt hatten und in Paraguay einmarschiert waren, versuchte López den von ihnen gebildeten Brückenkopf zu beseitigen. Als dieser Versuch in der Schlacht am Estero Bellaco unter schweren Verlusten scheiterte, zogen sich López’ Streitkräfte auf eine stark befestigte Verteidigungslinie zurück, die entlang des Rio Estero Bellaco del Norte errichtet worden war. Von hier aus plante López sein weiteres Vorgehen.

## Ablauf

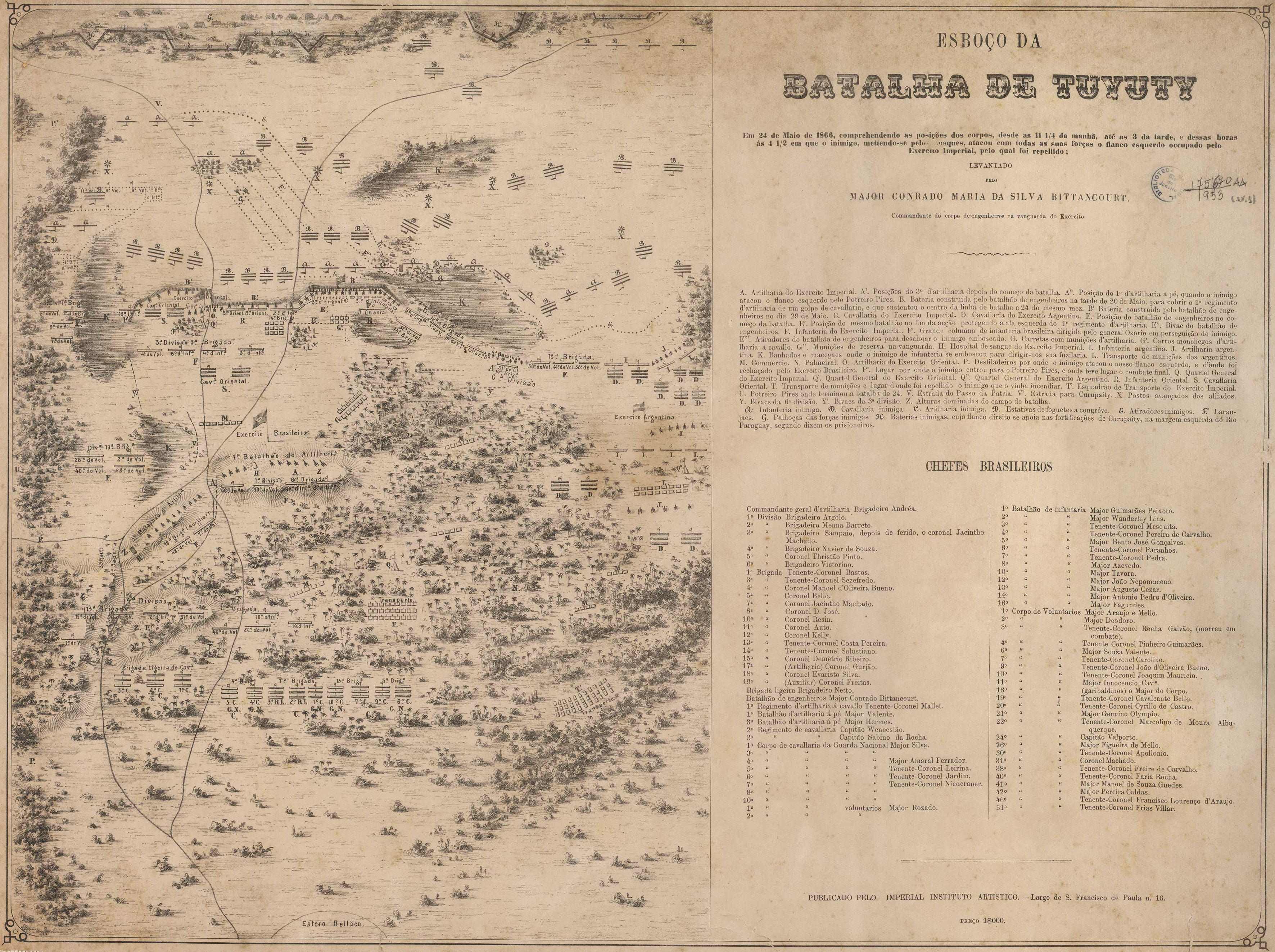
Plan der Positionen der alliierten Truppenkörper in der Schlacht bei Tuyutí

López entschloss sich schließlich, die nur langsam vorrückenden alliierten Truppen durch einen massiven und groß angelegten Überraschungsangriff zu vernichten, zumindest aber so zu schwächen, dass sie gezwungen wären, das Territorium Paraguays wieder zu räumen. Für diese Entscheidungsschlacht wurden vier paraguayische Angriffskolonnen gebildet, die – je nach Quelle – zwischen 20.000 und 27.000 Mann umfassten. Damit waren sie der bei Tuyutí kampierenden Armee der Alliierten, die rund 35.000 Mann stark war und dank ihrer modernen Bewaffnung über eine beträchtliche Feuerkraft verfügte, deutlich unterlegen.
Der Plan sah vor, dass die vier paraguayischen Angriffsverbände gleichzeitig aus dem dichten Unterholz des Operationsgebiets hervorbrechen und die Front der alliierten Armee durchstoßen sollten. Anschließend sollte ihr Zentrum eingekreist und vernichtet werden. Am Tag der Schlacht verzögerte allerdings das zu durchquerende, nur schwer passierbare Gelände den Anmarsch der paraguayischen Angriffskolonnen erheblich, weswegen die erforderliche Abstimmung der Angriffe nicht gelang. Überdies fehlte es den paraguayischen Offizieren und ihren Soldaten für die Durchführung einer derart komplexen Operation auch an Erfahrung.
Die durch das Terrain verursachten Probleme, gepaart mit den Fehlentscheidungen der paraguayischen Befehlshaber, führten schließlich dazu, dass das Überraschungsmoment, das einen wesentlichen Faktor in der Planung dargestellt hatte, völlig verloren ging. Der Angriff der Paraguayer geriet zu einer Reihe von frontalen Sturmangriffen ihrer nach und nach eintreffenden Abteilungen. Die von Vicente Barrios (1825–1868) kommandierte Angriffsabteilung beispielsweise erreichte ihr Einsatzgebiet erst Stunden nachdem die zuerst eingetroffene Abteilung ihren Angriff gestartet hatte. Den alliierten Infanterieeinheiten gelang es daher mit Unterstützung ihrer Artillerie an allen Frontbereichen entscheidende paraguayische Einbrüche zu verhindern. Die Paraguayer erlitten vor allem durch die Schrapnells abfeuernden feindlichen Artilleriegeschütze verheerende Verluste und gaben den Kampf schließlich am Nachmittag gegen 16:00 Uhr auf. Ihre eigene Artillerie hatte aufgrund der zu großen Entfernung zum Schlachtfeld überhaupt nicht in die Kämpfe eingreifen und so den angreifenden Truppen keinerlei Unterstützung geben können.

## Verluste
Die fanatisch bis zur Selbstaufopferung kämpfenden Paraguayer hatten in der Schlacht schätzungsweise bis zu 15.000 Tote und Verwundete zu beklagen und damit gut die Hälfte bis zwei Drittel der eingesetzten Truppen eingebüßt. Ihr selbstmörderischer Kampfgeist war auch am physischen Zustand ihrer Gefangenen ersichtlich, die allesamt verwundet waren. Demgegenüber nahmen sich die Verluste der Alliierten mit rund 4.000 Mann, unter ihnen etwa 3.000 Brasilianer, noch glimpflich aus. Zu betonen ist auch, dass die Überlebenschancen der Verwundeten auf alliierter Seite deutlich besser waren, als jener auf paraguayischer Seite, wo es den Sanitätern aufgrund der alliierten Seeblockade schon bald am Allernötigsten fehlte. Hinzu kam, dass die eher leichter Verwundeten und marschfähigen Soldaten auf paraguayischer Seite meist gar keine Betreuung durch die Feldsanitäter in Anspruch nehmen konnten, sondern gleich nach der Schlacht wieder ihren Dienst versehen mussten. Zieht man die klimatischen Gegebenheiten Paraguays in Betracht, so dürften Infektionen und andere Komplikationen gerade unter ihnen in der Folgezeit wohl noch eine nicht völlig unerhebliche Anzahl an weiteren Toten gefordert haben.  

## Folgen
Für Paraguay war das Ergebnis der Schlacht schon insofern eine Katastrophe, als die Toten zu den besten Soldaten zählten, über die seine Armee nach den verlustreichen anfänglichen Offensiven in Brasilien und Argentinien noch verfügt hatte. Diese qualitative Verlustdimension wurde noch durch die Tatsache verschärft, dass sich unter den Toten besonders viele Angehörige von Familien befanden, die zur paraguayischen Elite zählten, die generell gut ausgebildet und qualifiziert war und für die der Dienst in der Armee eine patriotische Pflicht darstellte. Auch der damit einhergehende Verlust an Sachkenntnis und Know-how war für Paraguay unersetzlich. Ebenso schwer wog auch die Tatsache, dass das Land nicht über das demographische Reservoir verfügte, um derart horrende Verluste ausgleichen zu können. Nach der Schlacht bei Tuyutí fehlten López die Kapazitäten, um die Alliierten in einer einzigen großen Aktion entscheidend zu schlagen. Dennoch unternahm er im weiteren Verlauf des Krieges abermals einen solchen Versuch, der zur Zweiten Schlacht bei Tuyutí führte. Sie endete mit einer erneuten Niederlage Paraguays. In der Folgezeit setzte López primär darauf, durch eine möglichst aktive Verteidigung die öffentliche Meinung in Argentinien und Brasilien so zu beeinflussen, dass die Alliierten den Willen zur Fortführung des Krieges verlieren würden. Auf diese Weise sollte eine für ihn zu akzeptierende Verhandlungslösung zur Beendigung des Krieges erreicht werden.